# إصلاح الخدمة المدنية في البلدان النامية
إصلاح الخدمة المدنية هو إجراء متعمد لتحسين الكفاءة والفعالية والكفاءة المهنية والتمثيلية والطابع الديمقراطي للخدمة المدنية، بهدف تعزيز تقديم أفضل للسلع والخدمات العامة، مع زيادة المساءلة. يمكن أن تشمل هذه الإجراءات جمع وتحليل البيانات، وإعادة الهيكلة التنظيمية، وتحسين إدارة الموارد البشرية والتدريب، وتعزيز الأجور والمزايا مع ضمان الاستدامة في ظل القيود المالية العامة، وتعزيز تدابير إدارة الأداء، والمشاركة العامة، والشفافية، ومكافحة الفساد.
تطورت أجندة إصلاح الخدمة المدنية في البلدان النامية وغيرت تركيزها على مر العقود. قدمت الأدبيات الأكاديمية حول إصلاح الخدمة المدنية الحجج والحجج المضادة التي توضح كيف تؤثر عدة طرق للإصلاح على الأداء العام للخدمة المدنية. يتيح التوافر المتزايد للبيانات التجريبية اختبار فعالية إصلاحات محددة في سياق معين. بينما يعد تصميم إصلاحات الخدمة المدنية الفعالة مهمة معقدة للغاية بالنظر إلى أن المزيج الصحيح من مراقبة الفساد وتحسين الأداء قد يختلف اختلافًا كبيرًا بين الدول وداخلها، يمكن أن تسهم البحوث التجريبية وكذلك النوعية في مجموعة المعرفة القائمة على الأدلة حول إصلاحات الخدمة المدنية في الدول النامية.
لا تزال هناك العديد من التحديات حيث أن عوامل الاقتصاد السياسي المستمرة تعوق نجاح إصلاحات الخدمة المدنية.

## مقاربات لإصلاح الخدمة المدنية

### تأثير البيروقراطية نموذج ويبر
كان نموذج ماكس ويبر للنوع المثالي للإدارة العامة مقاربة مؤثرة لإصلاحات الخدمة المدنية في القرن العشرين. يتناقض نوع الإدارة البيروقراطية مع النوع الوراثي في مبادئه التنظيمية الأساسية. يعتمد تنظيم Weber للإدارة العامة على هيكل هرمي محدد بوضوح مع نظام من التبعية والإشراف، وتقسيم العمل والمواقف المحددة مع مسؤوليات محددة. على عكس النظام الوراثي الذي لا يوجد فيه تمييز بين النطاقات الخاصة والعامة، يتم تعريف البيروقراطية فيبيريا بطابعها غير الشخصي والنزيه. يعمل موظفو الخدمة المدنية وفقًا لمجموعة من القواعد والإجراءات التي يجب عليهم الالتزام بها. يتم تحقيق الحياد جزئيًا من خلال إضفاء الطابع المهني على الخدمة المدنية والتوظيف الجدارة من خلال الامتحانات التنافسية. لموظفي الخدمة المدنية المتفرغين والمهنيين، يصبح شغل المناصب العامة «مهنة».
لقد عملت المبادئ النموذجية المثالية في ويبيريا كأساس لإصلاح الخدمة المدنية في البلدان النامية. اهتم الباحثون وواضعو السياسات بتحديد الميزات المحددة التي تحدد الكفاءة والفساد البيروقراطي والآليات التي من خلالها تزيد هذه الميزات من الفعالية وتحد من السلوك الفاسد في الخدمة المدنية.
وجدت الدراسات التجريبية  أن التوظيف الجدارة للمسؤولين الحكوميين على وجه الخصوص يرتبط بانخفاض مستويات الفساد. هناك العديد من الطرق التي يمكن بها للتجنيد والترقية الجدارة أن تقيد السلوك الفاسد. بادئ ذي بدء، إدارة امتحانات القبول ومتطلبات التحصيل العلمي تمكن من اختيار موظفي الخدمة المدنية المختصة. في الواقع، أظهرت دراسة أجراها صندوق النقد الدولي أن موظفي الخدمة المدنية المتعلمين يرتبطون بمستويات منخفضة من الفساد، وتحسين الأداء بما في ذلك إدارة مالية عامة أفضل وتعبئة إيرادات ضريبية أعلى ونمو اقتصادي أعلى.
علاوة على ذلك، فإن الترقية الداخلية والاستقرار الوظيفي للموظفين المدنيين المعينين على أساس الجدارة يخلقون شعوراً بالالتزام المشترك بـ «مهنة» شغل المنصب الذي ينشئ «روح العمل»، مما يجعل من الصعب حدوث الفساد.
تشير أدلة أخرى  إلى أن الخدمة المدنية المهنية القائمة على الجدارة تستبق الفساد ليس بالضرورة من خلال اختيار مسؤولين أكفاء بل من خلال تعيين موظفين مدنيين تختلف مصالحهم عن السياسيين. المصالح الخاطئة تخلق مشكلة تنسيق تمنع الممارسات الفاسدة وبدلاً من ذلك تقدم نظام مراقبة متبادلة.

## إصلاح العمالة والأجور
خلال الثمانينيات من القرن الماضي، شهدت البلدان النامية الخاضعة لبرامج التكيف الهيكلي (SAPs) تقشفًا ماليًا يتجلى بشكل خاص من خلال الضغوط لتخفيض فاتورة الأجور العامة. أثار ر. كليتجارد مخاوف من أن انخفاض أجور الخدمة المدنية قد يؤدي إلى تفاقم أوجه القصور البيروقراطية والفساد. ارتبط انخفاض الأجور في القطاع العام بانخفاض الأداء والتحفيز. يمكن أن تحفز الرواتب الأقل من تكلفة الفرصة البديلة موظفي الخدمة المدنية على اختيار استراتيجيات تكيفية يمكن أن تكون ضارة والبحث عن فرص لأنشطة الحساب الخاص. قد يطلب المسؤولون الحكوميون الحصول على تعويض من خلال وسائل غير رسمية أو غير قانونية، وتؤثر استراتيجيات المواجهة هذه على كفاءة وصدق منظمات الخدمة المدنية.
بالنظر إلى هذه الحجج، فإن زيادة أجور الموظفين العموميين وغيرها من مزايا التوظيف كان جانباً هاماً من أجندة إصلاح الخدمة المدنية في البلدان النامية. كان للنماذج الاقتصادية القائمة على العمل المبكر لبيكر وستيجلر  تأثير خاص على النقاش السياسي.
تقدم نماذج الفساد الرئيسية في الخدمة المدنية تحليلًا نظريًا للعلاقة بين أجر الخدمة العامة والفساد. إن النموذج المتهرب (Shapiro-Stiglitz) يرتكز على الاختيار الذي يجب على المسؤولين العموميين الذين لديهم الفرصة ليكونوا فاسدين. يقرر هؤلاء الوكلاء المُعظمون لتعظيم المنفعة الانخراط في سلوك خطير أخلاقياً استنادًا إلى تحليل التكلفة والفائدة الذي يعادل العائدات المتوقعة للفساد (الرشاوى) إلى تكاليف الفساد (العقوبات، الأرباح المستقبلية المحتملة). يتم اكتشاف الفساد مع وجود احتمال معين ويعاقب من خلال فقدان الوظيفة أو عقوبات أخرى. يتنبأ النموذج بأن جميع الأجور الأعلى على قدم المساواة يمكن أن تردع الفساد عن طريق زيادة قيمة التصرف بأمانة. ومع ذلك، عندما تكون الرشاوى مرتفعة والعقوبة واحتمال الكشف منخفضًا، فقد تكون هناك حاجة إلى زيادات كبيرة في أجور الموظفين العموميين لاستباق الرشوة. هناك نموذج آخر يفسر الفساد البيروقراطي، نموذج الأجر العادل، ويميز بين الفساد القائم على الاحتياجات والفساد القائم على الجشع. وفقًا لهذه النظرية، لا يتحمل الموظفون العموميون بالضرورة الجشع ولكنهم يجدون الفساد مغريًا عندما لا تسمح رواتبهم بتلبية مستويات الكفاف. يتم تحديد «الإنصاف» أيضًا من خلال عوامل أخرى، مثل رواتب الأقران داخل الخدمة المدنية، وأجور القطاع الخاص، والتوقعات الاجتماعية، ووضع الموظفين المدنيين. تصور عدم دفع أجور عادلة يزيد من القابلية للفساد ويقلل أيضًا من التكاليف الأخلاقية للفساد. لذلك يشير هذا النموذج إلى أنه حتى الزيادات المتواضعة في الرواتب التي تضمن «الأجور العادلة» يمكن أن تقلل من ميل الموظفين المدنيين إلى طلب الرشاوى وقبولها.
العلاقة النظرية بين زيادة الرواتب العامة والفساد لا تزال غامضة. في سياق الموارد المالية الحكومية المحدودة، تثار مسألة فعالية التكلفة لتصميم سياسات الأجور المثلى. تسعى دراسة عبر البلاد قام بها Van Rijckeghem و Weder إلى إيجاد دعم تجريبي لفرضيات الأجور العادلة والكفاءة. يخلص الباحثون إلى أن الأجور الحكومية النسبية ترتبط سلبًا وبشكل كبير بتدابير الفساد، لكن القضاء على الفساد يتطلب زيادات غير واقعية في الأجور النسبية. ومع ذلك، لا يمكن تفسير هذه الارتباطات كدليل على وجود علاقة سببية تنتقل من أجور القطاع العام إلى الفساد. قد تعمل السببية في الاتجاه المعاكس، فقد ثبت أن الفساد المتفشي يقلل من تحصيل الإيرادات الضريبية والنفقات العامة. قد يؤدي الأداء المالي الضعيف وضغوط الميزانية القوية بسبب الفساد إلى انخفاض رواتب الخدمة المدنية. تُعقِّد مشكلة الاستدامة هذه فهم العلاقة بين إصلاحات الأجور والفساد.
يختبر كلاوس أبينك أيضًا فرضية الراتب العادل في بيئة معملية تجريبية. تسمح البيئة المراقبة في هذه التجربة بعزل وتحديد تأثير اعتبارات «الدخل العادل» على السلوك الفاسد. يجد أن الموظفين العموميين في علاجين مع تصورات مختلفة عن «العدالة» يتصرفان بشكل مشابه في لعبة الرشوة. بمعنى آخر، لا تغير رواتب الموظفين العموميين ذوي النسب المرتفعة من القرارات لتكون فاسدة من خلال اعتبارات العدالة. تثبت هذه النتائج التجريبية النتائج التي توصل إليها Van Rijckeghem و Weder وتلقي بظلال من الشك على فعالية تكلفة زيادة الرواتب العامة لمكافحة الفساد.
يقدم دي تيلا و Schargrodsky أدلة إضافية مع تحليلهم التجريبي الجزئي على الأجور ومراجعة الحسابات خلال حملة على الفساد في بوينس آيرس، الأرجنتين في 1996-1997. يجادلون بأن زيادة الأجور لا يمكن أن تكون فعالة إلا عندما تقترن بمستويات متوسطة من شدة المراقبة (احتمال الكشف في نموذج التهرب). ويقومون باختبار فرضياتهم باستخدام اختلافات في شدة المراجعة أثناء الحملة على الفساد في المستشفيات العامة ويجدون أن أجور موظفي المشتريات ليس لها أي تأثير ذي دلالة إحصائية على الفساد ولكنهم يكتشفون وجود علاقة سلبية عندما تتفاعل الأجور مع شدة المراجعة. يوضح المؤلفون أن الأجور العالية والمراقبة («الجزر والعصي») يجب أن تستخدم في وقت واحد لتعمل كإستراتيجية فعالة لمكافحة الفساد.
تقدم الأدبيات المتعلقة بمرتبات الموظفين العموميين والفساد أدلة مختلطة أو غير حاسمة  ويبدو أنها تشير إلى أن زيادة الرواتب شرط ضروري ولكنه غير كاف للحد من الفساد.
يمكن أن يكون لزيادات الأجور آثار متفاوتة اعتمادًا على ما إذا كانت الإصلاحات تركز على الزيادات في المرتب الأساسي (غير المشروط) أو زيادة الرواتب المرتبطة بالأداء.

### لامركزية
بعد عدم الرضا عن أشكال الحكم المركزية، أصبحت اللامركزية في توفير الخدمات العامة للحكومات دون الوطنية اتجاهاً عالمياً، لا سيما في البلدان النامية. اللامركزية هي نقل السلطة والموارد والمسؤوليات من المستويات العليا إلى المستويات الحكومية الأدنى. يميز سكوت وراو  ثلاثة أنواع من اللامركزية:
تشير اللامركزية الإدارية إلى قدرة الحكومات المحلية على توظيف الموظفين وتعيينهم في إطار إدارة الموارد البشرية والإطار التنظيمي الحكومي، وإطلاق النار وتحديد الصلاحيات.
بموجب اللامركزية السياسية أو الديمقراطية، يتم نقل السلطة إلى مستويات أدنى من الحكومة، ويتم انتخاب الموظفين العموميين من قبل المواطنين المحليين ويكونون مسؤولين أمام المواطنين وليس أمام الحكومة المركزية.
تتضمن اللامركزية المالية إسناد المسؤوليات عن النفقات والإيرادات إلى الحكومات المحلية. تختلف درجة اللامركزية المالية حسب قدرة الحكومات المحلية على زيادة الإيرادات ومدى منحها استقلالية في تخصيص نفقاتها.
تختلف الدول في درجة اللامركزية الإدارية والسياسية والمالية. على سبيل المثال، في الصين هناك تفويض للمسؤوليات الإدارية والمالية ولكن لا يوجد أي مركزية سياسية بينما هو عكس ذلك في الهند.
هناك العديد من الحجج النظرية التي تدعم أن اللامركزية يمكن أن تحسن الحكم وتقلل الفساد. بادئ ذي بدء، يُعتقد أن اللامركزية تقرب الحكومة من مواطنيها وتحسن تخصيص الموارد على المستوى المحلي. يختلف مستوى الإنتاج الأمثل للسلعة العامة المحلية (التي تساوي فيها الفائدة الحدية للمواطنين التكلفة الحدية لتوفير السلعة) باختلاف المناطق بسبب الاختلافات في التفضيلات والتكاليف. بالنظر إلى أن الحكومات دون الوطنية لديها معلومات أفضل عن تفضيلات وظروف دوائرها الانتخابية، فيمكنها تكييف توفير المنافع العامة وفقًا لهذه التفضيلات، وبالتالي زيادة الكفاءة والرفاهية الكاملة. تعود هذه الفكرة إلى حجة ف. حايك في مقاله «استخدام المعرفة في المجتمع» (1945). يؤكد حايك أنه نظرًا لأن اللامركزية في المعرفة («معرفة الظروف الخاصة بالزمان والمكان»)،  يترتب على ذلك أن القرارات والسيطرة على الموارد يجب أن تكون لا مركزية (شرط ضروري وإن لم يكن كافياً لتحقيق التخصيص الأمثل).
ومع ذلك، تُظهر نماذج الوكيل الرئيسي أنه يمكن أن تكون هناك مقايضات في نقل مسؤوليات اتخاذ القرار. في ظل هذه الأطر النظرية، يُفترض أن يكون المسؤولون الحكوميون المركزيون مدراء يتمتعون بالرعاية العامة وأن المسؤولين المحليين يتصرفون كوكلاء ذوي مصلحة ذاتية. من ناحية، يمكن تكييف الخدمات العامة بشكل أفضل مع الاحتياجات المحلية ولكن من ناحية أخرى، يتم اتخاذ القرارات من قبل وكلاء تختلف اهتماماتهم عن المدير. يمكن أن يؤدي تفويض السلطة إلى «فقدان السيطرة» أو «إساءة استخدام السلطة». يمكن أن تكون اللامركزية أكثر فعالية من صنع القرار المركزي إذا كانت المكاسب الناتجة عن القدرة على التكيف يمكن أن تفوق خسارة السيطرة. وبالتالي فإن الآثار العامة للامركزية على الحكم والرفاهية ستعتمد على درجة معارضة مصالح الموكل والوكيل ومدى قدرة المدير على ممارسة السيطرة على تصرفات الوكيل. وقد قيل أيضًا أن اللامركزية يمكن أن تعزز المساءلة في آلية تقديم الخدمات. يجعل تقارب الحكومات المحلية من الممكن للمواطنين مراقبة المسؤولين العموميين ومحاسبتهم. تعمل آليات المساءلة من خلال اللامركزية السياسية. في الديمقراطية المحلية الوظيفية، تشكل الانتخابات المحلية «عقدًا غير مكتمل» يمكّن المواطنين من عزل المسؤولين المحليين غير العاملين من منصبه. ومع ذلك، كما يجادل بردهان وموهرجي، فإن الديمقراطية المحلية قد لا تعمل بفعالية في الممارسة في البلدان النامية، وقد يتم الاستيلاء عليها من قبل النخب المحلية.
علاوة على ذلك، يمكن أن تقلل اللامركزية من الفساد عن طريق خلق منافسة أفقية بين الحكومات المحلية. يوضح Tiebout في ورقة عام 1956 [32] أن السكان وعوامل تنقل الإنتاج عبر المناطق يمكن أن تقلل من سلطة الاحتكار التي يمارسها الموظفون العموميون المحليون فيما يتعلق باللوائح والرشاوى. تشجع اللامركزية المالية والسياسية على المنافسة بين الولايات التي تضغط على الحكومات دون الوطنية لتقديم المنافع العامة المحلية بكفاءة. إذا كان المواطنون غير راضين عن أداء حكومتهم المحلية، فيمكنهم الانتقال إلى مناطق أخرى، وبالتالي تقليل إيرادات الضرائب في الولايات القضائية الأقل كفاءة. تم استكشاف حجة مماثلة تتعلق بالعلاقة بين الهيكل البيروقراطي اللامركزي ومدفوعات الرشوة في الأدبيات الأكاديمية. تشير روز أكرمان إلى أن الخدمة المدنية اللامركزية يمكن أن تقلل من الرشوة لأن المنافسة بين الموظفين العموميين ستخفض من مدفوعات الرشوة. قام فيشني وشلايفر بتطوير هذه الحجة بشكل أكبر، حيث قاموا ببناء نموذج يحتاج المواطنون والشركات فيه إلى أكثر من خدمة أو خدمة جيدة من العديد من الموظفين العموميين. إذا كانت الخدمات الحكومية بديلة، فلا يزال النظام التنافسي ساريًا. ومع ذلك، عندما تكون الخدمات الحكومية متكاملة وفي حالة الهيكل البيروقراطي اللامركزي، تواجه الشركات أو المواطنين العديد من البيروقراطيين المستقلين. وبالتالي قد تؤدي اللامركزية إلى عدم التنسيق بين البيروقراطيين الباحثين عن الرشوة ونتائج «مأساة العموم» حيث يطلب المسؤولون الحكوميون دفع رشاوى مرتفعة للغاية، مما يزيد العبء الذي يفرضه الفساد على الشركات والمواطنين.
يختبر ديابي وسيلويستر هذه الفرضيات بشكل تجريبي في تراجع عبر البلاد ويجدان أن مدفوعات الرشوة أعلى في ظل هيكل بيروقراطي أكثر مركزية. ومع ذلك، اكتشف فيسمان وجاتي وجود علاقة سلبية قوية بين اللامركزية المالية (كما تقاس بالحصة دون الوطنية من إجمالي الإنفاق الحكومي) والفساد. يبحث Treisman (2000) في الارتباط بين ثمانية مقاييس مختلفة للامركزية ومقاييس مختلفة للفساد وأداء تقديم الخدمات. يبدو أن نفس مقياس اللامركزية المالية الذي يستخدمه فيسمان وغاتي لا يرتبط بشكل كبير بتدابير الفساد. اللامركزية هي عملية معقدة تتجلى في أشكال مختلفة. إن التصميم والدافع من أجل اللامركزية خاصان بكل بلد، مما يعقد مقارنات بين مفهوم واحد للامركزية. تشير الأدبيات المتعلقة بخبرات اللامركزية في العديد من البلدان النامية إلى أن آثار اللامركزية على أداء القطاع العام والفساد من المرجح أن تكون غامضة وذات صلة عالية بالسياق. يبدو أن العمل التجريبي غير حاسم حيث تم فحص أنواع مختلفة من اللامركزية باستخدام تدابير مختلفة. والأكثر من ذلك، أن قياس الفساد على أنه رشوة دون الاهتمام بتحصيل المصالح الخاصة قد يوفر تقييماً غير دقيق لتأثير اللامركزية. كما يجادل بردهان وموهرجي، قد تنخفض الرشوة بينما يتم استبدالها بنخبة النخبة المحلية نتيجة اللامركزية.
يزعم تريزمان أن الحجج النظرية والتجريبية حول اللامركزية والحكم تشير إلى أنواع محددة من اللامركزية. يحدد خمسة أنواع: الهيكلية، والقرارات، والموارد، واللامركزية الانتخابية والمؤسسية، ويطور حججاً توضح كيف يؤثر كل نوع على نوعية الحكومة. في حين أن بعض أنواع اللامركزية يمكن أن تحسن الحكم وتقلل الفساد، في حين أن البعض الآخر يمكن أن يقوض أداء الحكومة، فإن هذا يمكن أن يفسر جزئياً الدليل التجريبي المختلط على آثار اللامركزية.

### مراقبة الأداء من أعلى إلى أسفل
بدلاً من تنظيم المكافآت والعقوبات على السلوك الفاسد، يسعى نهج آخر لإصلاح الخدمة المدنية إلى زيادة احتمالية ملاحظة النشاط الفاسد. من الناحية النظرية، يمكن أن تقلل المراقبة من عدم تناسق المعلومات بحيث يمكن للمدير حث العامل على اختيار المستوى الأمثل من الجهد ودرجة النشاط الفاسدة المثلى. بما أن الوكيل يقارن مردوده المتوقع من كونه صادقًا مع كونه فاسدًا، فإن زيادة احتمال الوقوع ومعاقبته سوف تردع السلوك الفاسد.
يخدم تدقيق الخدمة المدنية من قبل المدير أو الأطراف الثالثة وظيفة المساءلة. يتطلب تضارب المصالح المتأصل وكذلك عدم وجود رقابة من أطراف ثالثة مستقلة التصديق على موثوقية التقارير المالية ونتائج الأداء والامتثال للقواعد. يمكن للمراجعين المساعدة في ممارسة الرقابة من خلال تقييم كفاءة وفعالية التكلفة لتقديم الخدمات الحكومية. يجب أن تعتمد عمليات التدقيق هذه على مقاييس الكفاءة والمعايير والمقاييس المحددة مسبقًا لتقييم أداء الموظف العام وتأثير البرامج الحكومية. يمكن أن تساعد مراجعة الأداء في اكتشاف الفساد في الكيانات العامة. توضح عمليات التدقيق المخالفات ومجالات عدم الكفاءة التي قد تشير إلى وجود فساد. استنادًا إلى الظروف المشبوهة، يمكن لمراجعي الحسابات تحديد السلوك غير القانوني وجمع الأدلة على الأفعال السيئة التي يمكن استخدامها لاحقًا لمقاضاة الموظفين العموميين على خطأ. كما ذكرنا سابقًا، يمكن أن يكون لجهود الكشف الناجحة عن طريق تدقيق الأداء تأثير رادع على الأنشطة الفاسدة.
كان التدقيق والمحاكمة عنصرين مهمين في حملة جستل بلانا للحد من الفساد في مكتب الإيرادات الداخلية في الفلبين. تم تعيين إستراتيجية جستل بلانا لمكافحة الفساد في منصب المفوض الجديد لمكتب الإيرادات الداخلية الفاسد، وركزت على تنفيذ نظام جديد لتقييم الأداء، وجمع المعلومات عن الفساد من خلال عملاء الاستخبارات ومراجعة الحسابات، ومحاكمة موظفي الضرائب الفاسدين بشكل فعال. في حين كانت حملة جريس بلانا مقاربة متعددة الأوجه، فإن كثافة المراقبة العالية المقترنة بتهديد العقوبة ذي المصداقية العالية كانت ناجحة بشكل خاص في ردع السلوك الفاسد في مكتب الإيرادات الداخلية. وفقًا للبروفيسور ماغوليس-بريونس، فإن التهديد بالكشف عنه ومقاضاته يؤدي بالتأكيد المسؤولين إلى إعادة النظر في قراراتهم بالقيام بأنشطة فاسدة.
في جورجيا، اعتمد نجاح إصلاحات مكافحة الفساد على المراقبة والملاحقة القضائية من أعلى إلى أسفل، لكن شويث يحذر من الانتهاكات المحتملة للرصد عند محاربة الفساد. شملت الحملة على الفساد في مصلحة الضرائب الإكراه مثل استخدام أنظمة المراقبة الخارجة عن القانون لضمان مراعاة الموظفين العموميين للقوانين الإجرائية الجديدة.
تقدم التجارب المعملية أدلة على مراقبة التأثير. في تجربة رشوة محكومة في واغادوغو، بوركينا فاسو، لاحظ أرمانتيير وبولي أن المراقبة والعقاب يمكن أن تكون سياسة فعالة لمكافحة الفساد. خضع الباحثون لعلاجين، مراقبة منخفضة ورصد عالٍ. بينما أثبت علاج «المراقبة المنخفضة» فعاليته في الحد من الرشوة، لم يتمكنوا من اكتشاف آثار علاجية كبيرة على الرشوة في علاج «المراقبة العالية». يشير المؤلفون إلى أن كثافة المراقبة العالية يمكن أن تحجب الدوافع الذاتية للتصرف بأمانة.
سيرا يقارن فعالية المراقبة من أعلى إلى أسفل ومن القاعدة إلى القمة في لعبة الرشوة المخبرية بين الموظفين العموميين والمواطنين العاديين. تشير النتائج التجريبية إلى أن التدقيق من أعلى إلى أسفل غير فعال في ردع الرشوة، وقد يكون هذا صحيحًا بشكل خاص في البيئات المؤسسية الضعيفة. ومع ذلك، وجد الباحث أن الجمع بين التدقيق من أعلى إلى أسفل والرصد من أسفل إلى أعلى خلق آلية المساءلة التي كانت فعالة في الحد من الفساد.

### من أسفل إلى أعلى الرصد والإصلاحات
هناك نهج بديل لتحسين الحوكمة ومكافحة الفساد الذي اكتسب أهمية كبيرة في السنوات الأخيرة وهو تشجيع المشاركة الشعبية لأفراد المجتمع في المراقبة المحلية للحث على الضغط من الأسفل إلى الأعلى للإصلاح. يتركز تقرير التنمية في العالم لعام 2004: جعل الخدمات تعمل لصالح الفقراء  على هذا النهج الشعبي للتنمية. تعتبر المشاركة المجتمعية الآن مكونًا مهمًا للإصلاحات التي تهدف إلى تحسين تقديم الخدمات العامة والفساد على المستوى المحلي.
تشمل نماذج الحوكمة من أسفل إلى أعلى أعضاء المجتمع المشاركين في عملية تقديم الخدمة من خلال السماح لهم بمراقبة الموظفين العموميين، ولهم رأي في صنع السياسات، وإبقاء مقدمي الخدمة مسؤولين عن تحفيزهم على تقديم السلع والخدمات العامة بكفاءة.
يقول ج. ستيجليتز إن أعضاء المجتمع، بصفتهم مستفيدين من المنافع والخدمات العامة، سيكون لديهم المزيد من الحوافز لمراقبة وضمان نجاح برامج الحكومات مقارنة بالبيروقراطيين المركزيين غير المبالين. على وجه الخصوص، من المرجح أن ينجح المشروع الذي يشارك فيه المواطنون المحليون لأن مشاركة المجتمع تساعد في استمرار الجهود نحو استمرار طويل الأجل للمشاريع اللازمة للحفاظ عليها فعالة. [47]
ومع ذلك، يدعي B. Olken أن المراقبة الشعبية للسلع والخدمات العامة قد تتعطل بسبب مشكلة مجانية ويقترح أن توفير الحكومة للسلع الخاصة (الغذاء المدعوم أو الرعاية الصحية) قد يولد المزيد من الحوافز لرصد تقديم الخدمات كما لكل فرد من أفراد المجتمع مصلحة شخصية في ضمان التسليم الفعال للبضائع وتقليل الابتزاز من جانب الموظفين العموميين. يدرك Stiglitz بالفعل أن المراقبة الشعبية لتوصيل الخدمات العامة في حد ذاته هي خدمة عامة وأنه على هذا النحو، فهو غير متوفر بشكل جيد.
تم تنفيذ مشروع من الأسفل إلى الأعلى، هو بطاقة تقرير المواطن (CRC)، التي ابتكرها مركز الشؤون العامة للمنظمات غير الحكومية (PAC) في عام 1993 في بنغالور، الهند. يهدف هذا المشروع إلى جمع آراء المواطنين المحليين حول أداء الخدمة المدنية ونشر النتائج من خلال وسائل الإعلام، وبالتالي ممارسة ضغوط عامة على الخدمة العامة لتحسين أدائها وإطلاق الإصلاحات. في عام 1993، كشفت بطاقات التقارير عن انخفاض مستويات رضا المواطنين عن مقدمي الخدمات، وكان من المتوقع أن تعمل بطاقات التقارير كآلية للمساءلة من شأنها طرح قضايا جودة تقديم الخدمات ومستويات الفساد في الخدمة العامة. في حين أن هذه المبادرة رفعت الوعي حول مثل هذه القضايا، كان هناك بعض التحسن ولكن ليس بشكل كبير في جودة تقديم الخدمات بين عامي 1994 و 1999. ومع ذلك، فإن صعوبة قياس التحسينات في جودة الخدمة بخلاف من خلال تدابير ذاتية تحد من فرص التقييم الدقيق لهذه القاعدة من القاعدة إلى القمة. المبادرة.
الميزنة التشاركية في بورتو أليغري، البرازيل معروفة بين العلماء وصناع السياسات كمثال دائم للإصلاحات من القاعدة إلى القمة. [50] تسمح الموازنة التشاركية للمواطنين بالتعبير عن مطالبهم فيما يتعلق بالتحسينات في تقديم الخدمات، ومن خلال المفاوضات للتأثير على تخصيص أموال الميزانية على مستوى البلدية. بدأ هذا المشروع في عام 1989، وقيل إنه قد تحسن من الوصول إلى وجودة تقديم الخدمات العامة، لا سيما بالنسبة للقطاعات الدنيا في المجتمع. على سبيل المثال ، تم إنشاء 27000 وحدة سكنية عامة جديدة في عام 1989 (مقارنة بـ 1700 وحدة فقط في عام 1986)، وقد تضاعف عدد المدارس أربع مرات بين عامي 1986 و 1997، بينما ارتفعت حصة ميزانية بورتو أليغري المخصصة للتعليم والصحة من 13 ٪ في عام 1985 إلى حوالي 40 ٪ في عام 1996. لا يزال يتعين على الميزنة التشاركية معالجة بعض القيود ، بما في ذلك عدم تمثيل الأفقر ، لكن نجاحها دفع بلديات أخرى في البرازيل وكيانات عامة في بلدان أخرى إلى تبني هذه المبادرة.

## دليل على فعالية الإصلاح في البلدان النامية

### دفع إصلاحات الخبرات
زيادة الرواتب الأساسية لضباط الشرطة في غانا
في عام 2010، نفذت الحكومة الغانية إصلاحًا لمرتبات الخدمة المدنية ، وهو هيكل الرواتب أحادي العمود الفقري (SSSS) لتخفيف تفاوت الأجور في الخدمة العامة. كان ضباط الشرطة أول المستفيدين من هذا الهيكل الجديد للراتب ، حيث أن خدمة الشرطة كانت تاريخياً أقل الخدمات العامة رواتبًا في غانا. تضاعفت أجورهم من جانب واحد في محاولة لزيادة مستويات معيشتهم للحد من الرشوة (فرضية الأجر العادل). يقوم كل من Foltz و Opoku-Agyemang بتقييم تأثير إصلاح الرواتب هذا باستخدام تحليل الاختلاف في الاختلاف مستفيدين من التغيير الخارجي الناجم عن السياسة.
وبينما تضاعفت أجور ضباط الشرطة ، ظلت رواتب موظفي الخدمة المدنية الآخرين في غانا وضباط الشرطة في بوركينا فاسو كما هي. حدد الباحثون مجموعتين ، رجال الشرطة الغانيين الذين تلقوا العلاج (أجور أعلى) ومجموعة المراقبة التي تتألف من موظفين مدنيين آخرين (ضباط الجمارك في غانا ورجال شرطة بوركيني) الذين لم ترتفع أجورهم.
باستخدام بيانات عن الرشاوى المدفوعة من 2100 رحلة شاحنة بين غانا وبوركينا فاسو، يمكن لفولتز وأوبوكو أجيمانج ملاحظة الاختلافات في التفاعلات مع سائقي الشاحنات بين المجموعة المعالجة والسيطرة قبل إصلاح الرواتب (2006-2010) وبعد إصلاح الرواتب (2010-2012). إذا افترضنا أن خلافات المجموعة كانت ستظل ثابتة في غياب الإصلاح (افتراض الاتجاه الموازي)، فإن تقدير معامل الاختلاف يقيس التأثير السلبي لزيادة الرواتب على ميل ضباط الشرطة الغاني لطلب الرشوة. تشير النتائج إلى أن إصلاح الرواتب زاد بشكل غير مباشر من جهود ضباط الشرطة لابتزاز الرشاوى ، وقيمة الرشاوى وإجمالي المبلغ الذي كان على سائقي الشاحنات دفعه على الطريق. [13] يتعارض هذا الدليل مع الحجج النظرية حول إصلاحات الأجور في الخدمة المدنية. يفترض كل من Foltz و Opoku-Agyemang أن هذه النتائج يمكن أن تكون بسبب عدم إنفاذ قوانين مكافحة الفساد. دون تغيير البيئة والحوافز الأخرى التي تواجه موظفي الخدمة المدنية ، يبدو أن زيادة الأجور قد لا يكون لها الآثار المتوقعة على الفساد.

### دفع لإصلاحات الأداء لجامعي الضرائب في باكستان
للفساد في الإدارة الضريبية آثار ضارة بشكل خاص على تحصيل الإيرادات الضريبية ، والتوازن المالي والأداء الاقتصادي العام. قام خان وخواجا وأولكين بتنفيذ تجربة عشوائية واسعة النطاق في البنجاب ، باكستان لتقييم تأثير خطط الدفع القائمة على الأداء لجامعي الضرائب. بالتعاون مع حكومة مقاطعة البنجاب، قاموا بشكل عشوائي بتخصيص مسؤولي الضرائب في إدارة ضريبة الممتلكات الحضرية بالمقاطعات إلى أربع مجموعات ومجموعة مراقبة وثلاث مجموعات علاجية تتوافق مع تصاميم مختلفة للدفع مقابل الأداء.
اختلفت مجموعات العلاج الثلاث في الدرجة التي استندت بها أجور موظفي الضرائب على أداء تحصيل الإيرادات وعلى التقييمات الشخصية الأخرى من دافعي الضرائب وإدارة الضرائب. قدمت معاملة «الإيرادات» حوافز تعتمد فقط على تحصيل الإيرادات التي تتجاوز معيارًا ، بينما ربط نظام «الإيرادات زائد» الرواتب بأداء تحصيل الضرائب بالإضافة إلى دقة التقييم الضريبي ورضا دافعي الضرائب. أضاف العلاج الأخير "Flexible Plus" العديد من المعايير التي وضعتها إدارة الضرائب لتحديد الأجور. بعد عامين ماليين ، وجد خان وخواجا وأولكين أنه عبر مجموعات العلاج الثلاثة ، زادت إيرادات الضرائب بمقدار 9 نقاط سجل في المتوسط أي ما يعادل زيادة بنسبة 46 ٪ في الإيرادات مقارنة بمجموعة المراقبة.
كان مخطط «الإيرادات» هو الأكثر فاعلية في زيادة تحصيل الضرائب ، لكن الباحثين لم يجدوا أي تأثير على دقة التقييم الضريبي أو رضا دافعي الضرائب. يلاحظون أن مخططات الدفع مقابل الأداء قد يكون لها مقايضات: قد يؤدي منح حوافز مفرطة لموظفي الضرائب إلى زيادة قدرتهم على المساومة مع دافعي الضرائب ويؤدي إلى مزيد من الرضا وعدم رضا دافعي الضرائب. ومع ذلك ، أشار خان وخواجا وأولكين إلى أن فوائد عقود الدفع مقابل الأداء تفوق تكاليفها وتشير إلى أنها يمكن أن تكون فعالة في زيادة تحصيل الإيرادات الضريبية.

### رصد الإصلاحات